# ALL SINGLES BEST 2
『ALL SINGLES BEST 2』（オール・シングルス・ベスト・ツー）は、フォークデュオのコブクロが2012年9月5日にリリースした、2枚目のベストアルバム。

## 概要
2006年に発売され売上が300万枚を越える大ヒットを記録した『ALL SINGLES BEST』以来2作目となるベストアルバムで、活動再開後初のCDリリースとなった作品である。前回のベストアルバム以降に発表されたシングルA面曲全曲に一部カップリング曲、コラボレーションで発表した楽曲や初CD化された曲を含めて全21曲を収録しており、Disc 2に収録されている曲は「太陽のメロディー」を除く全曲が本作でアルバム初収録となっている。
初回限定盤は2種類存在し、初回盤Aには本作発売までに発表されたシングルA面曲全曲（「絢香×コブクロ」で発表されたものを含む）のPVが収録されたDVDが付属し、初回盤B（セブン&アイ限定盤）には『ALL SINGLES BEST』収録曲全曲のライブ音源が収録されたCDが付属している。
前作のベストアルバムは曲順が曲が生まれた順番だったが、本作の曲順はシングルが発売された順に収録された。

## チャート成績
2012年9月17日付オリコン週間アルバムチャートで『NAMELESS WORLD』から6作連続となる初登場1位を獲得。コブクロのアルバムでは『ALL SINGLES BEST』に次ぐ初動売上を記録し、同時にオリコン集計におけるコブクロのインディーズ作品を含めたCD総売上が1000万枚を突破した。また、発売2週目にして出荷枚数が100万枚を突破し、出荷ベースで通算4作目となるミリオンセラーを達成した。

## 収録曲

### CD
| #         | タイトル         | 作詞・作曲                 | 編曲                       | 時間  |
| --------- | ---------------- | -------------------------- | -------------------------- | ----- |
| 1.        | 「蕾 (つぼみ)」  | 小渕健太郎                 | コブクロ                   | 6:04  |
| 2.        | 「風見鶏」       | 小渕健太郎                 | コブクロ                   | 6:02  |
| 3.        | 「蒼く 優しく」  | 小渕健太郎                 | コブクロ                   | 5:30  |
| 4.        | 「時の足音」     | 小渕健太郎・黒田俊介       | コブクロ                   | 5:29  |
| 5.        | 「赤い糸」       | 小渕健太郎                 | コブクロ                   | 6:57  |
| 6.        | 「ベテルギウス」 | 小渕健太郎                 | コブクロ                   | 6:09  |
| 7.        | 「虹」           | 小渕健太郎                 | コブクロ                   | 5:05  |
| 8.        | 「Summer rain」  | 小渕健太郎                 | コブクロ                   | 5:15  |
| 9.        | 「STAY」         | 小渕健太郎                 | コブクロ                   | 5:36  |
| 10.       | 「WINDING ROAD」 | 絢香、小渕健太郎、黒田俊介 | 絢香、小渕健太郎、黒田俊介 | 4:58  |
| 11.       | 「あなたと」     | 絢香、小渕健太郎、黒田俊介 | 絢香、小渕健太郎、黒田俊介 | 5:24  |
| 合計時間: | 合計時間:        | 合計時間:                  | 合計時間:                  | 62:29 |

| #         | タイトル                                       | 作詞・作曲                     | 編曲                           | 時間  |
| --------- | ---------------------------------------------- | ------------------------------ | ------------------------------ | ----- |
| 1.        | 「流星」                                       | 小渕健太郎                     | コブクロ                       | 5:10  |
| 2.        | 「Blue Bird」                                  | 小渕健太郎                     | コブクロ                       | 4:29  |
| 3.        | 「君への主題歌」                               | 小渕健太郎                     | コブクロ                       | 5:41  |
| 4.        | 「あの太陽が、この世界を照らし続けるように。」 | 小渕健太郎                     | コブクロ                       | 5:59  |
| 5.        | 「シルエット」                                 | 小渕健太郎                     | コブクロ                       | 6:09  |
| 6.        | 「蜜蜂」                                       | 小渕健太郎                     | コブクロ                       | 4:49  |
| 7.        | 「焚き火の様な歌」                             | 小渕健太郎                     | コブクロ                       | 5:31  |
| 8.        | 「ココロの羽」                                 | 小渕健太郎                     | コブクロ                       | 6:17  |
| 9.        | 「太陽のメロディー」                           | 小渕健太郎・今井美樹・布袋寅泰 | 小渕健太郎・今井美樹・布袋寅泰 | 4:56  |
| 10.       | 「交響曲第5296番」(ボーナストラック)           | - 小渕健太郎・黒田俊介（作曲） | 笹路正徳                       | 7:21  |
| 合計時間: | 合計時間:                                      | 合計時間:                      | 合計時間:                      | 56:22 |

### DVD『ALL SINGLES MUSIC VIDEOS』（初回限定盤A付属）
| #   | タイトル                                       | 作詞 | 作曲・編曲 |
| --- | ---------------------------------------------- | ---- | ---------- |
| 1.  | 「YELL〜エール〜」                             |      |            |
| 2.  | 「轍 -わだち-」                                |      |            |
| 3.  | 「YOU」                                        |      |            |
| 4.  | 「風」                                         |      |            |
| 5.  | 「願いの詩」                                   |      |            |
| 6.  | 「雪の降らない街」                             |      |            |
| 7.  | 「宝島」                                       |      |            |
| 8.  | 「blue blue」                                  |      |            |
| 9.  | 「DOOR」                                       |      |            |
| 10. | 「永遠にともに」                               |      |            |
| 11. | 「Million Films」                              |      |            |
| 12. | 「ここにしか咲かない花」                       |      |            |
| 13. | 「桜」                                         |      |            |
| 14. | 「君という名の翼」                             |      |            |
| 15. | 「未来への帰り道」                             |      |            |
| 16. | 「WINDING ROAD（絢香×コブクロ）」              |      |            |
| 17. | 「蕾」                                         |      |            |
| 18. | 「蒼く 優しく」                                |      |            |
| 19. | 「あなたと（絢香×コブクロ）」                  |      |            |
| 20. | 「時の足音」                                   |      |            |
| 21. | 「赤い糸」                                     |      |            |
| 22. | 「ベテルギウス」                               |      |            |
| 23. | 「虹」                                         |      |            |
| 24. | 「STAY」                                       |      |            |
| 25. | 「流星」                                       |      |            |
| 26. | 「Blue Bird」                                  |      |            |
| 27. | 「あの太陽が、この世界を照らし続けるように。」 |      |            |

### LIVE CD収録曲（初回限定盤B付属）
| #         | タイトル                                                                 | 作詞      | 作曲・編曲 | 作詞・作曲 | 時間 |
| --------- | ------------------------------------------------------------------------ | --------- | ---------- | ---------- | ---- |
| 1.        | 「君という名の翼」(from 2006.12.3 名古屋レインボーホール)                |           |            | 小渕健太郎 | 5:24 |
| 2.        | 「あなたへと続く道」(from 2006.12.3 名古屋レインボーホール)              |           |            | 小渕健太郎 | 5:53 |
| 3.        | 「ここにしか咲かない花」(from 2006.12.3 名古屋レインボーホール)          |           |            | 小渕健太郎 | 6:24 |
| 4.        | 「毎朝、ボクの横にいて。-Sweet drip mix-」(from 2004.12.26 大阪城ホール) |           |            | 所ジョージ | 5:35 |
| 5.        | 「Million Films」(from 2008.6.5 大阪城ホール)                            |           |            | 小渕健太郎 | 5:24 |
| 6.        | 「永遠にともに」(from 2008.9.6 紀三井寺運動公園陸上競技場)               |           |            | 小渕健太郎 | 5:10 |
| 7.        | 「blue blue」(from 2003.12.30 大阪城ホール)                              |           |            | 小渕健太郎 | 4:51 |
| 8.        | 「宝島」(from 2006.12.3 名古屋レインボーホール)                          |           |            | 小渕健太郎 | 4:36 |
| 9.        | 「雪の降らない街」(from 2006.12.3 名古屋レインボーホール)                |           |            | 小渕健太郎 | 5:34 |
| 10.       | 「願いの詩」(from 2006.12.3 名古屋レインボーホール)                      |           |            | 小渕健太郎 | 4:14 |
| 合計時間: | 合計時間:                                                                | 合計時間: | 53:05      |            |      |

| #         | タイトル                                                     | 作詞      | 作曲・編曲 | 作詞・作曲           | 時間 |
| --------- | ------------------------------------------------------------ | --------- | ---------- | -------------------- | ---- |
| 1.        | 「風」(from 2006.12.3 名古屋レインボーホール)                |           |            | 小渕健太郎           | 5:02 |
| 2.        | 「YOU」(from 2003.4.27 渋谷公会堂)                           |           |            | 小渕健太郎           | 7:33 |
| 3.        | 「miss you」(from 2003.4.27 渋谷公会堂)                      |           |            | 小渕健太郎           | 6:25 |
| 4.        | 「YELL〜エール〜」(from 2008.9.6 紀三井寺運動公園陸上競技場) |           |            | 小渕健太郎           | 5:17 |
| 5.        | 「Bell」(from 2009.3.22 和歌山ビッグホエール)                |           |            | 小渕健太郎           | 5:06 |
| 6.        | 「轍」(from 2008.6.5 大阪城ホール)                           |           |            | 小渕健太郎           | 6:19 |
| 7.        | 「DOOR」(from 2006.12.3 名古屋レインボーホール)              |           |            | 黒田俊介             | 5:32 |
| 8.        | 「太陽」(from 2003.4.27渋谷公会堂)                           |           |            | 小渕健太郎           | 5:55 |
| 9.        | 「桜」(from 2008.6.5 大阪城ホール)                           |           |            | 小渕健太郎・黒田俊介 | 6:27 |
| 10.       | 「未来への帰り道」(from 2006.12.3 名古屋レインボーホール)    |           |            | 小渕健太郎           | 5:31 |
| 合計時間: | 合計時間:                                                    | 合計時間: | 59:07      |                      |      |

## 楽曲解説
1. 蕾 (つぼみ)
14thシングル
2. 風見鶏
14thシングル「蕾」のカップリング曲（3曲目）
3. 蒼く 優しく
15thシングル
4. 時の足音
16thシングル
5. 赤い糸
16thシングル「時の足音」のカップリング曲（2曲目）
6. ベテルギウス
16thシングル「時の足音」のカップリング曲（3曲目）
7. 虹
17thシングル
8. Summer rain
17thシングル「虹」のカップリング曲
9. STAY
18thシングル
10. WINDING ROAD
絢香×コブクロによるコラボレーション1stシングル
コブクロのアルバムには本作で初収録となった。
11. あなたと
絢香×コブクロによるコラボレーション2ndシングル
「WINDING ROAD」同様、コブクロのアルバムには本作で初収録となった。

Disc 2
1. 流星
19thシングル
2. Blue Bird
20thシングル
3. 君への主題歌
20thシングル「Blue Bird」のカップリング曲
4. あの太陽が、この世界を照らし続けるように。
21stシングル
5. シルエット
21stシングル「あの太陽が、この世界を照らし続けるように。」のカップリング曲
6. 蜜蜂
本作で初CD化された配信限定シングル。後にアルバム「One Song From Two Hearts」にも収録された。
7. 焚き火の様な歌
新曲。コブクロが東日本大震災を受けて2011年の「あの太陽が、この世界を照らし続けるように。」ツアーの一曲目に歌うために書いた楽曲。
8. ココロの羽
ストリートミュージシャン時代からある曲で、ファンクラブ限定ベストアルバム『FAN'S MADE BEST』に収録されている。また、同アルバムの投票で1位を獲得したため、今作に収録された。最後のサビの掛け合いは、2008年9月6日に紀三井寺運動公園陸上競技場で行われた結成10周年ライブの時の音源を使用。
9. 太陽のメロディー
「今井美樹×小渕健太郎 with 布袋寅泰+黒田俊介」名義で発表されたコラボレーションシングル
コブクロのアルバムには本作で初収録となった。
10. 交響曲第5296番
ボーナストラック